# Pionus seniloides
Il pappagallo testabianca (Pionus seniloides (Massena & Souancé, 1854) è un uccello della famiglia Psittacidae.